# Campeonato Bielorrusso de Voleibol Masculino
O Campeonato Bielorrusso de Voleibol Masculino  é a principal competição de clubes de voleibol masculino da Bielorrússia.O torneio, chamado atualmente de  Vysšaja Liha, a segunda divisão chama-se Pervaja Liha, são organizadas pela BVF.